# Sungai Bunga
Sungai Bunga is een bestuurslaag in het regentschap Kampar van de provincie Riau, Indonesië. Sungai Bunga telt 468 inwoners (volkstelling 2010).